# Liste der Monuments historiques in Commarin
Die Liste der Monuments historiques in Commarin führt die Monuments historiques in der französischen Gemeinde Commarin auf.

## Liste der Immobilien
| Bezeichnung                       | Beschreibung | Standort                 | Kennzeichnung | Schutzstatus | Datum | Bild           |
| --------------------------------- | --- | ------------------------ | ------------- | ------------ | ----- | -------------- |
| Stationsaltar mit Monumentalkreuz | Kalkstein, 17. Jahrhundert | Place du Reposoir (Lage) | PA00112223    | Classé       | 1942  | weitere Bilder |
| Château de Commarin               | Burg, 14. Jahrhundert, im 17. Jahrhundert zum Schloss umgebaut; mit Wirtschaftsgebäuden, Wassergräben, Parkanlage und Zufahrtsallee | 10 rue du Château (Lage) | PA00112222    | Classé       | 1949  | weitere Bilder |

## Liste der Objekte
| Bezeichnung                                | Beschreibung                                                          | Standort                         | Kennzeichnung | Schutzstatus | Datum | Bild |
| ------------------------------------------ | --------------------------------------------------------------------- | -------------------------------- | ------------- | ------------ | ----- | ---- |
| Skulptur Madonna mit Kind                  | Kalkstein, farbig gefasst, zweite Hälfte des 16. Jahrhunderts         | in der Kirche St-Thibault (Lage) | PM21000645    | Classé       | 1912  |      |
| Skulptur Heiliger Theobald (1)             | Kalkstein, farbig gefasst, bezeichnet 1653                            | in der Kirche St-Thibault (Lage) | PM21000646    | Classé       | 1912  |      |
| Zwei Glocken                               | Bronze, 1823 gegossen                                                 | in der Kirche St-Thibault (Lage) | PM21000647    | Classé       | 1943  |      |
| Skulptur Heiliger Josef mit Jesusknaben    | Kalkstein, farbig gefasst, 16. Jahrhundert                            | in der Kirche St-Thibault (Lage) | PM21000648    | Classé       | 1960  |      |
| Skulptur Heiliger Theobald (2)             | Aufsatz eines Prozessionsstabs; Holz, farbig gefasst, 18. Jahrhundert | in der Kirche St-Thibault (Lage) | PM21000649    | Classé       | 1960  |      |
| Sechs Wandteppiche mit Wappendarstellungen | Wolle, 16. Jahrhundert                                                | im Château de Commarin (Lage)    | PM21000650    | Classé       | 1951  |      |
| Drei Wandteppiche mit Jagdszenen           | Wolle, 16. Jahrhundert                                                | im Château de Commarin (Lage)    | PM21000651    | Classé       | 1951  |      |
| Himmelbett                                 | Holz, Wolle, 17. oder 18. Jahrhundert                                 | im Château de Commarin (Lage)    | PM21000652    | Classé       | 1951  |      |
| Kelch                                      | Silber, vergoldet, bezeichnet 1728                                    | in der Kirche St-Thibault (Lage) | PM21000653    | Classé       | 1983  |      |